# Enea Cerquetti
Enea Igino Cerquetti (Milano, 14 gennaio 1938 – Cinisello Balsamo, 21 settembre 2021) è stato un politico italiano.

## Biografia
Membro del Partito Comunista Italiano, ha ricoperto l'incarico di sindaco di Cinisello Balsamo per due mandati dal 1970 al 1979, anno in cui si è dimesso a seguito della sua elezione alla Camera dei deputati.
Durante la VIII Legislatura è stato vicepresidente della Commissione parlamentare d'inchiesta e di studio sulle commesse di armi e mezzi ad uso militare e sugli approvvigionamenti (dal 5 marzo 1981 al 18 maggio 1982 e dal 10 giugno 1982 all'11 luglio 1983) e membro della VII Commissione (Difesa) (dall'11 luglio 1979 all'11 luglio 1983). La sua attività parlamentare si è concentrata sulle questioni militari e della sicurezza: è stato primo firmatario di due proposte di legge («Norme sulla polizia locale», presentata il 12 maggio 1980 e «Norme sulla organizzazione, sulla preparazione e sull'impiego delle forze armate», presentata il 27 aprile 1983) e cofirmatario di altre tredici.
Rieletto nel 1983 (IX Legislatura), è stato membro della Giunta delle elezioni (dal 19 luglio 1983 al 1º luglio 1987), della VII Commissione (Difesa) (dal 12 luglio 1983 al 1º luglio 1987) e della Delegazione Parlamentare italiana all'Assemblea dell'Atlantico del Nord (dal 15 marzo 1984 al 1º luglio 1987).
Dal 1990 al 1994 è stato sindaco di Cusano Milanino per il PCI (poi PDS); nel 1994 si è ricandidato alla carica di primo cittadino ma, a causa di contrasti col suo partito, si è presentato con una lista civica denominata "Lista Trasparenza" appoggiata dalla Lega Nord e dal PPI, senza ottenere la rielezione.